# Sommerschafweide im Banholz
Die Sommerschafweide im Banholz ist ein vom Landratsamt Münsingen am 31. Mai 1955 durch Verordnung ausgewiesenes Landschaftsschutzgebiet auf dem Gebiet der Gemeinde Zwiefalten.

## Lage
Das 23,6 Hektar große Landschaftsschutzgebiet liegt etwa einen Kilometer nördlich des Zwiefaltener Ortsteils Gauingen im Gewann Hinterplatz. Es gehört zum Naturraum Mittlere Flächenalb.
Geologisch stehen die Formation des Oberen Massenkalks und die Liegende-Bankkalke-Formation des Höheren Oberjuras an.

## Landschaftscharakter
Das Gebiet ist infolge der Aufgabe der Nutzung als Schafweide heute durch Sukzession und Aufforstung größtenteils bewaldet. lediglich im Süden befindet sich eine größere, als Grünland genutzte Waldlichtung. Im Osten wurde eine über einen Hektar große Fläche von Fichten beräumt und bewusst der Sukzession überlassen.

## Zusammenhängende Schutzgebiete
Das Gebiet liegt überwiegend in der Entwicklungszone des Biosphärengebiets Schwäbische Alb Eine Teilfläche im Osten gehört zur Kernzone und wird im Sinne des Prozessschutzes der Natur selbst überlassen. Im Norden grenzt das FFH-Gebiet Glastal, Großer Buchwald und Tautschbuch an.